# Wybory prezydenckie w Portugalii w 2011 roku
Wybory prezydenckie w Portugalii w 2011 roku odbyły się w niedzielę 23 stycznia 2011 i zostały zakończone w pierwszej turze. Ich zwycięzcą został urzędujący prezydent Portugalii Aníbal Cavaco Silva, popierany przez Partię Socjaldemokratyczną, CDS-Partię Ludową i Movimento Esperança Portugal, który otrzymał 52,95% głosów i zapewnił sobie reelekcję na drugą pięcioletnią kadencję. Najwyższy wynik uzyskał w dystryktach Vila Real (65,5%), Bragança (65,1%) i Viseu (65,0%), najniższy zaś w dystryktach Beja (33,3%), Setúbal (36,6%) i Évora (37,6%). Został jednocześnie prezydentem o najniższym poparciu w historii wyrażonym w liczbach bezwzględnych. W wyborach miało prawo głosować ponad 9,6 miliona Portugalczyków. Frekwencja wyborcza wyniosła 46,52%.
Kolejne miejsca w wyborach zajęli: Manuel Alegre (popierany przez Partię Socjalistyczną, Blok Lewicy i Demokratyczną Partię Atlantyku), Fernando Nobre (niezależny), Francisco Lopes (popierany przez Portugalską Partię Komunistyczną i Zielonych), José Manuel Coelho (popierany przez Partię Nowej Demokracji) i Defensor Moura (niezależny) – 1,57%. W kilku miejscowościach wybory zostały zbojkotowane przez władze samorządowe i społeczność lokalną.

## Wyniki wyborów
| Kandydat            | Głosy     | %     |
| ------------------- | --------- | ----- |
| Aníbal Cavaco Silva | 2 231 956 | 52,95 |
| Manuel Alegre       | 831 838   | 19,74 |
| Fernando Nobre      | 593 021   | 14,07 |
| Francisco Lopes     | 301 017   | 7,14  |
| José Manuel Coelho  | 189 918   | 4,51  |
| Defensor Moura      | 67 110    | 1,59  |
| Głosy puste         | 192 127   | 4,28  |
| Głosy nieważne      | 85 466    | 1,90  |
| Razem               | 4 492 453 | 100   |